# Oslo
Oslo ( kiejtése IPA /u'ʃlu/, vagyis uslu) Norvégia fővárosa, egyben az ország legnagyobb városa. A történelem során háromszor is megváltoztatták a nevét: először 1624-ben IV. Keresztély dán király tiszteletére Christiania lett, amit 1878-ban Kristiania névre módosítottak, harmadszor pedig 1925-ben, amikor is visszakapta eredeti nevét. A japán Tokió és az oroszországi Moszkva mellett Oslót rendszeresen a világ három legdrágább városa között tartják számon.

## Földrajz

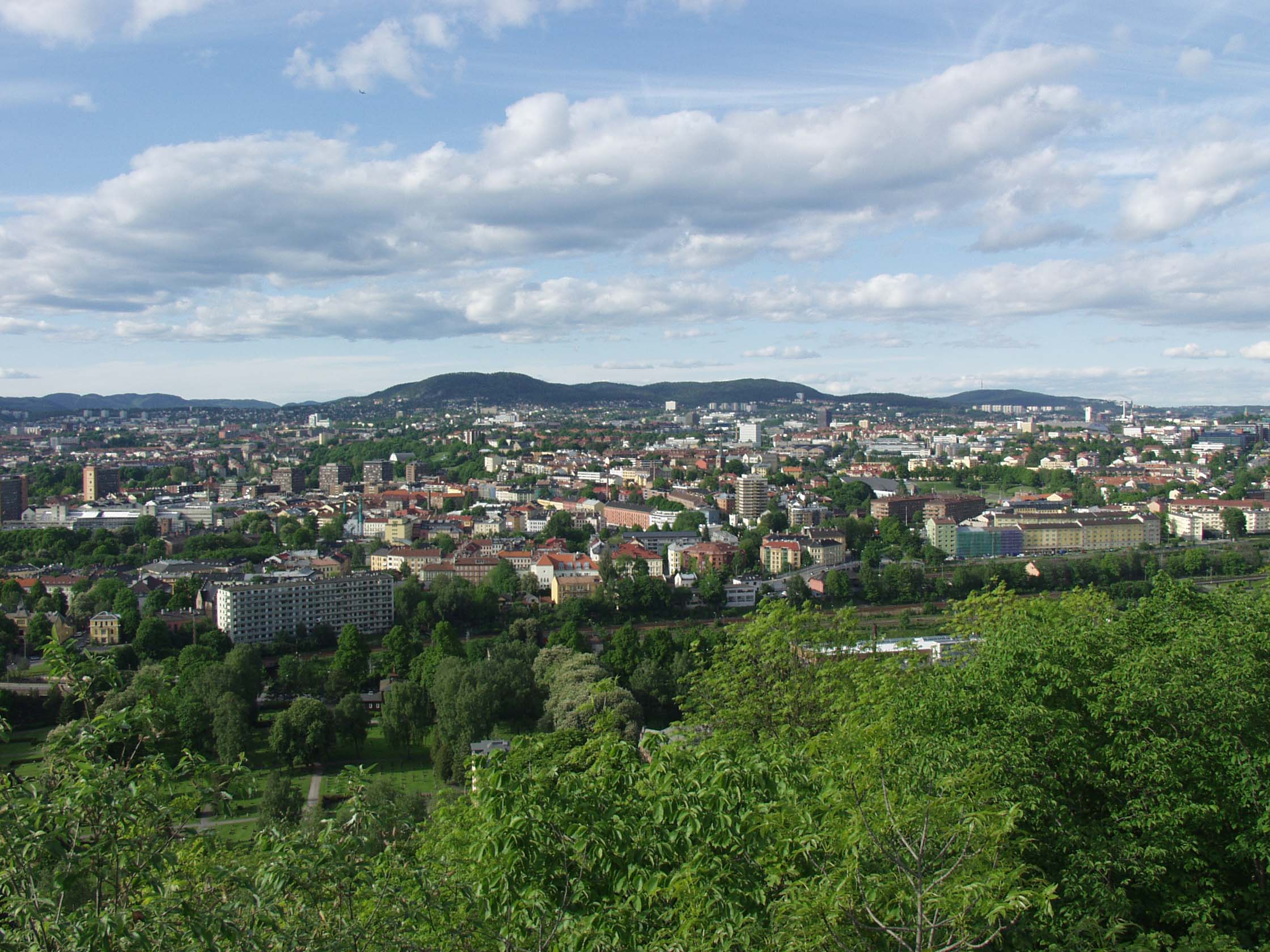
A város látképe Ekebergből nézve

Oslo az Oslo-fjord északi végénél fekszik. A fjord, amelyet a várossal átellenben fekvő Nesodden-félsziget csaknem kettévág, a várostól délre fekszik; a többi irányból zöld dombok és hegyek veszik körül. A város közigazgatási területén belül 40 sziget (a legnagyobb Malmøya) és 343 tó (a legnagyobb a Maridalsvannet) található – ez utóbbiak egyébként fontos forrásai a város ivóvizének. A legmagasabb pont a 629 m magas Kirkeberget. Bár Oslo népessége más fővárosokkal összehasonlítva nem nagy, szokatlanul nagy a területe, amelynek kétharmadát védett erdők, dombok és tavak teszik ki. Számos parkja és nyílt területe szellős és zöld képet ad neki. Nem ritka esemény (különösen télen) vad jávorszarvasok megjelenése Oslo városiasabb részein.

### Éghajlat
Oslo éghajlata nyáron viszonylag meleg, a nyári hónapok átlagos napi csúcshőmérséklete meghaladja a 20 °C-ot. Általában a lehűlés október vége felé érkezik. Az eddig mért legmagasabb hőmérséklet 35 °C volt (1901. július 21-én). A telek hosszúak és hidegek, a januári középhőmérséklet 4,3 °C. A hóesés egyenletesen oszlik el a téli hónapokban; átlagosan évente 30 napig van 25 cm-nél vastagabb hótakaró. A hidegrekord -27,9 °C (1871 februárjában). Az évi átlagos csapadékmennyiség 763 mm, a nyár enyhén csapadékosabb, mint a tél.
| Hónap                         | Jan.  | Feb.  | Már.  | Ápr.  | Máj. | Jún. | Júl. | Aug. | Szep. | Okt.  | Nov.  | Dec.  | Év    |
| ----------------------------- | ----- | ----- | ----- | ----- | ---- | ---- | ---- | ---- | ----- | ----- | ----- | ----- | ----- |
| Rekord max. hőmérséklet (°C)  | 13,0  | 15,0  | 22,0  | 26,0  | 30,0 | 34,0 | 35,0 | 34,0 | 27,0  | 23,0  | 14,0  | 13,0  | 35,0  |
| Átlagos max. hőmérséklet (°C) | 1,0   | 2,0   | 6,0   | 9,0   | 16,0 | 20,0 | 22,0 | 20,0 | 16,0  | 10,0  | 4,0   | −1,0  | 10,5  |
| Átlagos min. hőmérséklet (°C) | −7,0  | −7,0  | −3,0  | 1,0   | 7,0  | 11,0 | 13,0 | 12,0 | 7,0   | 4,0   | −1,0  | −5,0  | 2,7   |
| Rekord min. hőmérséklet (°C)  | −26,0 | −25,0 | −21,0 | −16,0 | −4,0 | 1,0  | 4,0  | 2,0  | −4,0  | −11,0 | −16,0 | −24,0 | −26,0 |
| Átl. csapadékmennyiség (mm)   | 49    | 36    | 47    | 41    | 53   | 65   | 81   | 89   | 90    | 84    | 73    | 55    | 763   |
| Havi napsütéses órák száma    | 40    | 76    | 126   | 178   | 220  | 250  | 246  | 216  | 144   | 86    | 51    | 35    | 1668  |
| Forrás: The Weather Network   |       |       |       |       |      |      |      |      |       |       |       |       |       |

## Történelem

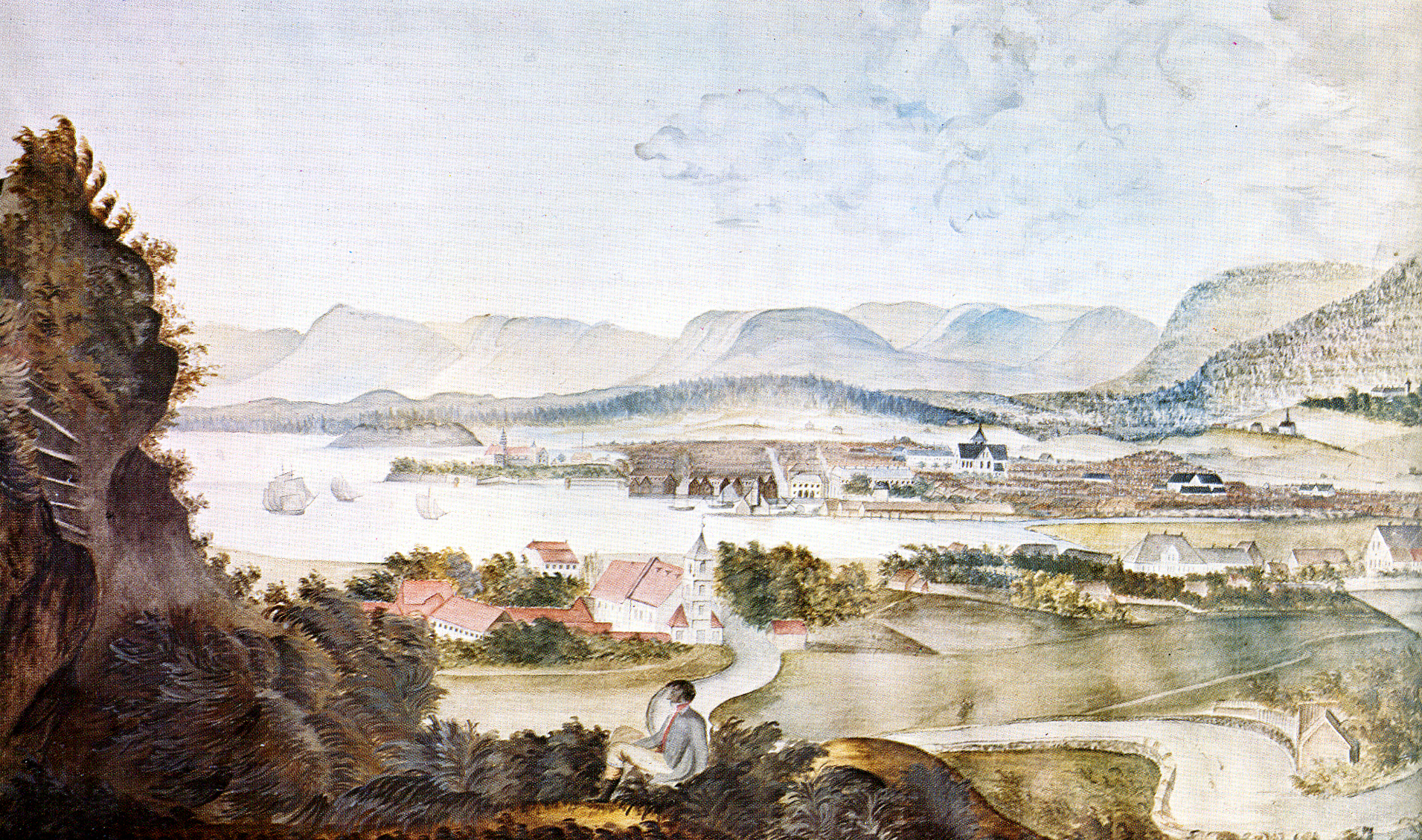
Christiania 1814-ben az Ekebergről nézve

Skandináv sagák szerint Oslót III. Harald norvég király alapította 1049-ben, nemrég azonban 1000 előtti keresztény temetkezési helyet tártak fel a régészek. Ez adott jogalapot annak, hogy a város millenniumát 2000-ben ünnepeljék.
Oslo városának neve egyes vélemények szerint régi város-t takar.
V. Haakon uralkodása (1299-1319) óta tekintik fővárosnak, mivel ő volt az első király, aki tartósan itt rendezte be udvarát. Ő kezdte el az Akershus erőd építését is. Egy évszázadra rá Norvégia perszonáluniót alkotott Dániával, ami Oslo jelentőségét csökkentette, hiszen a király székhelye Koppenhágában volt.
A város többször is áldozatul esett a tűzvészeknek. 1624-ben, a tizennegyedik ilyen eset után IV. Keresztély király az öböl túloldalán, az Akershus erőd mellett építtette újjá a várost és a Christiania (később, 1878-1924 között Kristiania) nevet adta neki. A város elkezdte visszanyerni vezető szerepét a kereskedelem és a kultúra terén, de egyeteme csak 1811 óta van. 1814 (a perszonálunió felbomlása) óta ismét főváros. A 19. században számos meghatározó épülettel gazdagodott: ekkor épült például a királyi palota (1825-1848), a Stortinget (parlament, 1861-1866), az egyetem, a nemzeti színház és a tőzsde épülete. Olyan világhírű művészek éltek itt ebben az időszakban, mint Henrik Ibsen, Edvard Munch, Knut Hamsun és Sigrid Undset (utóbbi kettő irodalmi Nobel-díjas). Oslo 1850-ben előzte meg népességszámban Bergent és vált az ország legnépesebb városává.

### 21. század
Oslo a 2019-es évre megkapta az Európai Bizottságtól az „Európa Zöld Fővárosa” címet.

## Népesség
| Oslo község népességének alakulása | Oslo község népességének alakulása | Oslo község népességének alakulása |
| ---------------------------------- | ---------------------------------- | ---------------------------------- |
| 1951                               | 434 365                            |                                    |
| 1961                               | 475 663                            |                                    |
| 1971                               | 481 548                            |                                    |
| 1981                               | 452 023                            | (csökkenés)                        |
| 1991                               | 461 644                            |                                    |
| 2001                               | 508 726                            | (növekedés)                        |
| 2011                               | 599 230                            |                                    |
| 2021                               | 720 271                            | (előrejelzés)                      |
| 2031                               | 790 570                            | (előrejelzés)                      |

Oslo népessége 709 037 fő (2023. jan. 1.), míg Oslo község szűkebb közigazgatási területén 709 037 fő (2023. jan. 1.) lakik. A város lakossága jelenleg emelkedik, országon belüli rekorderként évente 2%-kal (az elmúlt 15 évben összesen 17%-kal). A növekedés fő okai csaknem azonos mértékben a magas születési ráta és a bevándorlás, bár a születések nagyobb aránya is a bevándorlóktól származik. Különösen megnőtt a bevándorlás Lengyelországból és a balti országokból 2004-től, amikor ezek az országok csatlakoztak az Európai Unióhoz.
Becslések szerint Oslo lakosságának 28%-a bevándorló, vagy nem rendelkezik norvég háttérrel (ez mintegy 170 000 oslói lakost jelent). Ez az arány várhatóan tovább nő, becslések szerint 44 vagy akár 51 százalékra is (ez várhatóan 2030-ig bekövetkezik). 2008-ban a lakosság növekedésének 82%-át a bevándorlók tették ki. 1970-től 2007-ig a norvég népesség 10,1%-kal visszaesett, míg a bevándorló népesség száma folyamatosan emelkedett. A legnagyobb etnikai csoportot a pakisztániak alkotják közel 22 ezer fővel. Őket követik a szomáliaiak (több mint 12 ezer fővel), a svédek (12 ezer fővel), majd a lengyelek (több mint 10 ezer fővel). Egyéb nagy etnikai kisebbségek a Srí Lanka-iak, vietnámiak, törökök, marokkóiak, irakiak és a dánok.
2009-ben az oslói iskolákban tanuló diákok több mint 40%-a bevándorló volt. Egyes iskolákban ez az arány jóval magasabb, 97%, vagyis ezen iskolák tanulóinak csupán három százaléka norvég származású. 2000 és 2007 között 7250 norvég származású ember költözött el a városból, és több mint 32 700 keleti származású költözött be.
Oslóban különböző vallási közösségek élnek. Az ország más területeihez képest a városban alacsonyabb a keresztények aránya. 2008-ban a népesség 7%-a volt tagja muszlim vallási közösségeknek, és 11%-a származott muszlim államokból.

## Közlekedés

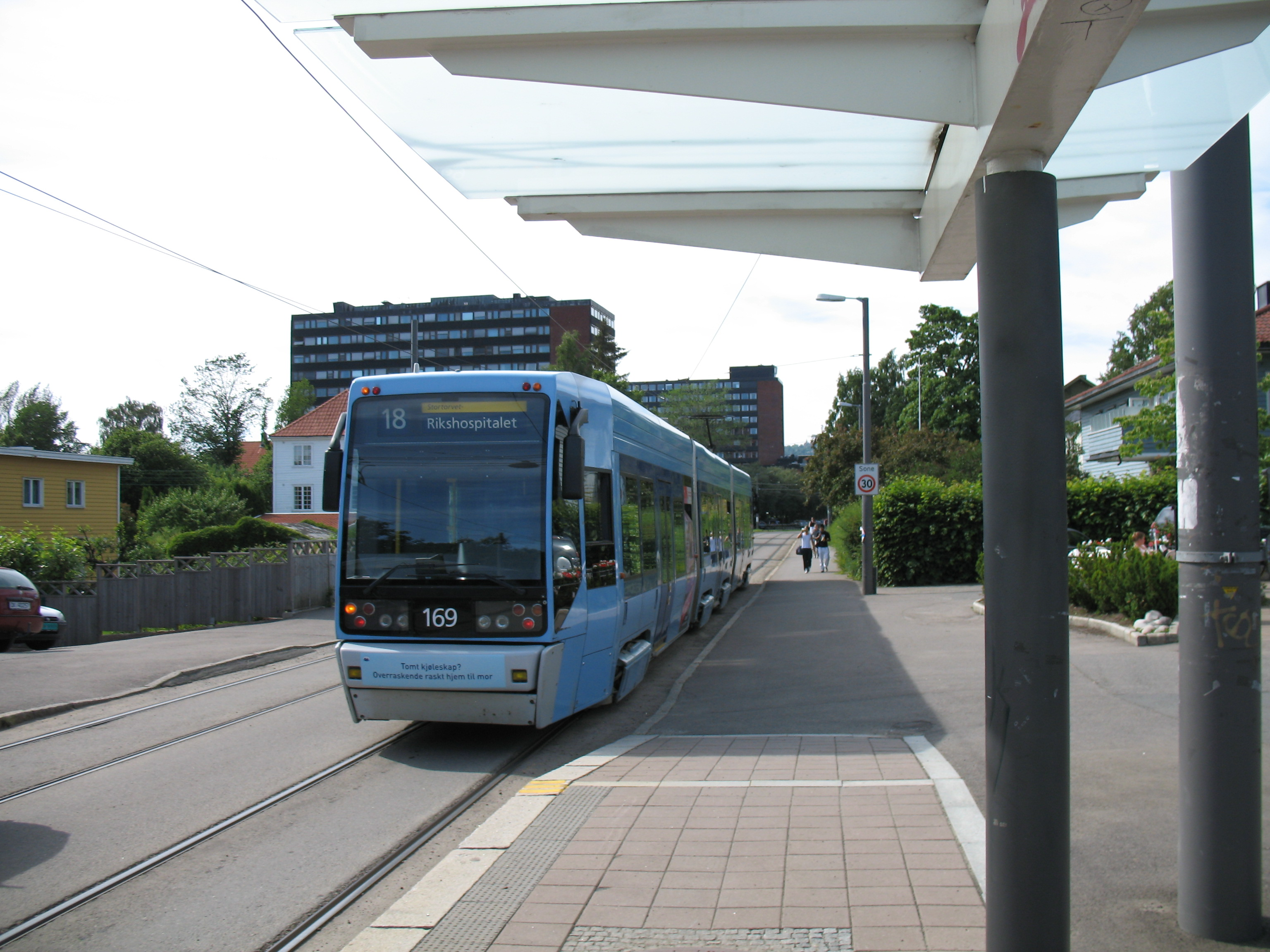
Oslói villamos

### Közösségi közlekedés
Oslo közösségi közlekedését – metró, busz, villamos és komp – a Ruter As önkormányzati tulajdonú megrendelő szervezet szervezi. Tevékenysége nem terjed ki az NSB állami vasúttársaság által üzemeltetett helyi vonatokra. Minden ágazatot – a városhatáron belül a helyi és távolsági vonatokat is – lefed azonban a közös jegyrendszer, amely a vonaljeggyel korlátlan számú átszállást lehetővé tesz egy órán belül. 2009-ben a közösségi közlekedés 197 millió utast szállított Oslo község területén, ami 5,3%-os növekedés az előző évihez képest.

### Repülőterek
Oslo repülőtere az Oslói repülőtér Gardermoenben, amely Skandinávia második legforgalmasabb légikikötője. A diszkont légitársaságok viszont nagyrészt a Sandefjordi repülőteret (Oslo-Torp) vagy Oslo legújabb repterét, Rygget használják.

## Kultúra
Norvégia legfontosabb kulturális intézményei szintén Oslóban vannak. A város központjában található a Nemzeti Színház, a Norvég Színház, az Oslói Új Színház és a Norvég Operaház. Az egyetem régi épületének közelében van a viking kori emlékekben igen gazdag Történeti és Néprajzi Múzeum, valamint a Nemzeti Galéria, norvég és európai művészek festményeinek gazdag gyűjteményével. A keleti Tøyen városrészben van az arktikus flórát bemutató botanikus kert és az Edvard Munch (1863–1944) gazdag életművét bemutató Munch Múzeum. A Bygdøy-félszigeten áll a Norvég Néprajzi Múzeum, a Viking Hajók Múzeuma, továbbá a Framhuset (ahol Fridtjof Nansen és Roald Amundsen sarkkutató hajóját, a Framot állították ki) és a Kon-Tiki Múzeum (ahol Thor Heyerdahl csendes-óceáni expedícióinak dokumentumai láthatók), végül a Norvég Tengerészeti Múzeum. A város nyugati részén található Frogner parkban Gustav Vigeland (1869–1943) 1600 szobrát és 1200 rajzát állították ki.
Az Oslói Egyetemhez sok tudományos kutatóközpont kapcsolódik, az egyetemi könyvtár pedig az ország legnagyobb ilyen intézménye. Oslóban több más felsőoktatási intézmény is működik.
A város legismertebb előadóterme a városháza Edvard Munch festményeivel díszített aulája, ahol a Filharmóniai Társaság koncertjeit tartják, és ahol a Nobel-békedíjakat átadják.

## Turizmus
Oslo főbb nevezetességei:
- Hajómúzeumok a Bygdøy-félszigeten: viking hajók, Fram-múzeum, Kon-Tiki
- Városháza: itt adják át minden évben a béke Nobel-díjat
- Munch Múzeum Edvard Munch festő emlékére
- Vigeland szoborcsoport a Frogner parkban
- Holmenkollen síugrósánc
- Akershus kastély és vár (Akershus slott og festning)
- Királyi kastély (Slottet)
- Karl Johans gate, Oslo bevásárlóutcája
- Akersbrygge, revitalizált kikötő

## Nevezetes személyek
- Hans Gude (1825–1903) tájképfestő
- Henrik Ibsen (1828–1906) drámaíró, színházi rendező és költő
- Christian Krohg (1852–1925) festőművész
- Fridtjof Nansen (1861–1930) Nobel-békedíjas, sarki felfedező, tudós, diplomata
- Vilhelm Bjerknes (1862–1951) meteorológus
- Edvard Munch (1863–1944) festőművész
- Sigrid Undset (1882–1949) Nobel-díjas író
- Ragnar Anton Kittil Frisch (1895–1973) Nobel-díjas közgazdász
- Lars Onsager (1903–1976) Nobel-díjas vegyész és fizikus
- Sonja Henie (1912–1969) korcsolyázó, színésznő
- Johan Galtung (1930–) szociológus
- Sonja Haraldsen (1937–) norvég királyné
- Gro Harlem Brundtland (1939–) miniszterelnök, az Egészségügyi Világszervezet főigazgatója
- Eva Joly (1943–) bíró
- Øivind Andersen (1944–) norvég nyelvész, professzor
- John Fredriksen (1944–) hajómágnás
- Jostein Gaarder (1952–) író
- Lars Saabye Christensen (1953–) író
- Grete Waitz (1953–2011) maratoni futó
- Fabian Stang (1955–) polgármester
- Bruce Bawer (1956–) amerikai származású irodalomkritikus, író és költő
- Kjell Ola Dahl (1958–) író
- Jens Stoltenberg (1959–) miniszterelnök
- Jo Nesbø (1960–) író és zenész
- Børge Ousland (1962–) sarki felfedező, író
- Erling Kagge (1963–) sarki felfedező
- Espen Bredesen (1968–) olimpiai bajnok síugró
- Rebekka Bakken (1970–) énekesnő
- Kjetil André Aamodt (1971–) síző
- Espen Knutsen (1972–) jégkorongozó
- Anders Behring Breivik (1971–) tömeggyilkos, terrorista
- Solveig Gulbrandsen (1981–) olimpiai aranyérmes női labdarúgó
- Caroline Graham Hansen (1995–) női labdarúgó
- Itt született Bjarne Aas norvég mérnök, vitorlázó, jacht tervező, hajóépítő (1886–1969)

## Testvérvárosi kapcsolatok
Hagyományosan Oslo városa ajándékoz egy karácsonyfát minden évben Washingtonnak, New Yorknak, Londonnak, Rotterdamnak, Antwerpennek és Reykjavíknak. Az első fát 1947-ben küldte Oslo az Egyesült Királyságnak, köszönetképpen, hogy támogatták a norvégokat a második világháború alatt.

## Testvértelepülések
- Göteborg, Svédország
- Mbombela, Dél-afrikai Köztársaság
- Sanghaj, Kína
- Schleswig-Holstein, Németország
- Szentpétervár, Oroszország
- Varsó, Lengyelország
- Vilnius, Litvánia